# دهستان شاهرود
دهستان شاهرود یا دهستان خانندبیل مرکزی  نام دهستانی در بخش شاهرود شهرستان خلخال، استان اردبیل در ایران است. براساس سرشماری مرکز آمار ایران در سال ۱۳۸۵، جمعیت آن ۱۸۶۴ نفر (۵۷۴ خانوار) بوده‌است.
روهستاهای شاهرود عبارتند از:خمس، اسکستان، اسبو، درو، کلور، دیلمده، شال، خانلر(قشلاق گیلوان)، گیلوان، خانقاه، طارمدشت، صومعه رودبار، علی‌آباد (آل وار)، ماجولان، کهل و دشت اندر.اولکش ، فرج آباد ، گلوزان ، عزیزآباد ، تیل لرد ، دیز ، قشلاق دیز ، میانرودان ، سجرود ، وفراوارد ، تازه کند